# Murat Dżyojew
Murat Kuźmicz Dżyojew (ros. Мурат Кузьмич Джиоев, ur. 1 października 1955 w Buzale) – południowoosetyjski polityk, minister spraw zagranicznych Osetii Południowej w latach 1998–2012 i ponownie w latach 2016–2017.

## Życiorys

### Kariera naukowa
Dżyojew urodził się 1 października 1955 roku w wiosce Buzała koło Dżawy w Południowoosetyjskim Obwodzie Autonomicznym, wchodzącym w skład Gruzji. W 1977 roku ukończył historię w Instytucie Pedagogicznym Osetii Południowej. W latach 1977–1981 studiował na Moskiewskim Uniwersytecie Państwowym im. M.W. Łomonosowa. W latach 1981–1998 był pracownikiem naukowym w Instytucie Badań Naukowych Osetii Południowej. W 1982 roku został kandydatem nauk historycznych, a w 1995 roku docentem. Dżyojew jest autorem ponad 20 prac naukowych dotyczących średniowiecznej historii narodów Kaukazu oraz nowożytnej i współczesnej historii Osetii.

### Kariera polityczna
W latach 1990–1993 był posłem Rady Najwyższej Osetii Południowej. W 1998 roku został ministrem stosunków zewnętrznych, przemianowanym później na ministra spraw zagranicznych. Urząd ten sprawował do 2012 roku. Od 2008 roku stał na czele południowoosetyjskiej delegacji uczestniczącej w rozmowach w Genewie, dotyczących bezpieczeństwa na Kaukazie Południowym. W latach 2012–2016 pełnił funkcję pełnomocnika prezydenta Osetii Południowej do rozstrzygania kwestii po konflikcie. 9 sierpnia 2016 roku Dżyojew ponownie został ministrem spraw zagranicznych Osetii Południowej po kwietniowej rezygnacji Kazbułata Cchowriebowa. 25 maja 2017 roku został zastąpiony przez Dmitrija Miedojewa.

## Życie prywatne
Dżyojew jest żonaty i ma dwóch synów.

## Nagrody
- Order Honoru i Sławy (2006)[8]
- Odznaczenie zasłużonego pracownika służby dyplomatycznej (2009)[1]